# Narnaul
Narnaul (en hindi: नारनौल ) es una ciudad de la India, centro administrativo del distrito de Mahendragarh, en el estado de Haryana.

## Geografía
Se encuentra a una altitud de 310 m s. n. m. a 362 km de la capital estatal, Chandigarh, en la zona horaria UTC +5:30.

## Demografía
Según estimación 2011 contaba con una población de 70 716 habitantes.